# Ураган-2М
«Ураган-2М» (У-2М) — замкнута пастка для магнітного утримання плазми, найбільший у Європі стеларатор-торсатрон . Установка знаходиться в Інституті фізики плазми Національного наукового центру «Харківський фізико-технічний інститут» (ІФП ННЦ ХФТІ), Харків, Україна.

## Технічні характеристики
Ураган-2М є стеларатором (торсатроном) середніх розмірів зі зменшеними гвинтовими гофрами. Ця установка має великий радіусом тора R = 170 см, радіусом плазмового шунра rp < 24 см, та тороїдальним магнітним полем B0 < 2,4 Тл.

## Досягнення
Завдяки дослідженням на торсатроні Ураган-2М, вперше запропонована ідея ефективного високочастотного нагріву плазми в токамаках на частотах поблизу іонного циклотронного резонансу за допомогою малого додавання резонансних іонів. Розроблені теорія і методи потужного високочастотного нагріву і створення струму захоплення у великих токамаках на частотах поблизу іонного циклотронного резонансу. Створені комплекси для ВЧ нагріву плазми на токамаку Т-10 (РНЦ Курчатовський інститут, Москва) і торсатроні TJ-IU (CIEMAT, Мадрид).